# 1954 en football canadien
Chronologie
Saison précédente Saison suivante
1954 est la 71e saison depuis la fondation de la Canadian Rugby Football Union en 1884.

## Événements
Les Lions de la Colombie-Britannique jouent leur saison inaugurale et sont membres de la Western Interprovincial Football Union (WIFU).
Dans la Ontario Rugby Football Union (ORFU), les Redskins de Brantford ferment leurs portes, laissant la ligue avec trois clubs. Il s'agit de la dernière année où la ORFU participe à la course pour la coupe Grey.
Les matchs de l'Interprovincial Rugby Football Union (IRFU) sont diffusés à la télévision canadienne. Le match de la coupe Grey est diffusé par le réseau américain NBC en plus de la télévision canadienne.
Une nouvelle catégorie du trophée Schenley est créée pour honorer le joueur canadien par excellence du football canadien.

## Classements
| Clt   | Équipe                 | PJ | V  | D  | N | BP  | BC  | Pts |
| ----- | ---------------------- | -- | -- | -- | - | --- | --- | --- |
| +001, | Alouettes de Montréal  | 14 | 11 | 3  | 0 | 341 | 148 | 22  |
| +002, | Tiger-Cats de Hamilton | 14 | 9  | 5  | 0 | 275 | 207 | 18  |
| +003, | Rough Riders d'Ottawa  | 14 | 6  | 8  | 0 | 212 | 265 | 12  |
| +004, | Argonauts de Toronto   | 14 | 2  | 12 | 0 | 129 | 337 | 4   |

| Clt   | Équipe                           | PJ | V  | D  | N | BP  | BC  | Pts |
| ----- | -------------------------------- | -- | -- | -- | - | --- | --- | --- |
| +001, | Eskimos d'Edmonton               | 16 | 11 | 5  | 0 | 255 | 163 | 22  |
| +002, | Roughriders de la Saskatchewan   | 16 | 10 | 4  | 2 | 239 | 204 | 22  |
| +003, | Blue Bombers de Winnipeg         | 16 | 8  | 6  | 2 | 202 | 190 | 18  |
| +004, | Stampeders de Calgary            | 16 | 8  | 8  | 0 | 271 | 165 | 16  |
| +005, | Lions de la Colombie-Britannique | 16 | 1  | 15 | 0 | 100 | 345 | 2   |

### Ligues provinciales
| Clt   | Équipe                         | PJ | V | D  | N | BP  | BC  | Pts |
| ----- | ------------------------------ | -- | - | -- | - | --- | --- | --- |
| +001, | Dutchmen de Kitchener-Waterloo | 12 | 9 | 2  | 1 | 279 | 183 | 19  |
| +002, | Imperials de Sarnia            | 12 | 7 | 4  | 1 | 218 | 193 | 15  |
| +003, | Balmy Beach de Toronto         | 12 | 1 | 11 | 0 | 169 | 290 | 2   |

## Séries éliminatoires

### Demi-finale de la WIFU
- 30 octobre : Roughriders de la Saskatchewan 14 - Blue Bombers de Winnipeg 14
- 1er novembre : Blue Bombers de Winnipeg 13 - Roughriders de la Saskatchewan 11

Winnipeg remporte la série 27 à 25

### Finale de la WIFU
- 6 novembre : Blue Bombers de Winnipeg 3 - Eskimos d'Edmonton 9
- 11 novembre : Eskimos d'Edmonton 6 - Blue Bombers de Winnipeg 12
- 13 novembre : Blue Bombers de Winnipeg 5 - Eskimos d'Edmonton 10

Edmonton gagne la série au meilleur de trois matchs 2 à 1 et passe en demi-finale de la coupe Grey.

### Finale de la IRFU
- 17 novembre : Alouettes de Montréal 14 - Tiger-Cats de Hamilton 9
- 20 novembre : Tiger-Cats de Hamilton 19 - Alouettes de Montréal 24

Montréal gagne la série 2 à 0 et passe au match de la coupe Grey.

### Finale de l'ORFU
- 3 novembre : Imperials de Sarnia 12 - Dutchmen de Kitchener-Waterloo 13
- 11 novembre : Dutchmen de Kitchener-Waterloo 16 - Imperials de Sarnia 8

Kitchener-Waterloo gagne la série au meilleur de trois matchs 2 à 0 et passe en demi-finale de la coupe Grey.

### Demi-finale de la coupe Grey
- 20 novembre : Dutchmen de Kitchener-Waterloo 6 - Eskimos d'Edmonton 38

Edmonton passe au match de la coupe Grey.

### 42ecoupe Grey
- 27 novembre : Les Eskimos d'Edmonton gagnent 26-25 contre les Alouettes de Montréal au Varsity Stadium à Toronto (Ontario).

## Honneurs individuels
- Trophée Schenley du meilleur joueur : Sam Etcheverry (QA), Alouettes de Montréal
- Trophée Schenley du meilleur Canadien : Gerry James (en) (demi), Blue Bombers de Winnipeg
- Trophée Jeff-Russel (courage, habileté, jeu propre et esprit sportif dans l'IRFU) : Sam Etcheverry (QA), Alouettes de Montréal